# Manna (gastronomia)
La manna è la linfa estratta dalla corteccia di alcune specie di piante del genere Fraxinus (frassini), in particolare Fraxinus ornus (orniello o frassino da manna).
È un prodotto tipico siciliano, come tale è riconosciuto e rientra nell'elenco dei prodotti agroalimentari tradizionali (PAT) stilato dal ministero delle politiche agricole e forestali (Mipaaf). Inoltre è un prodotto iscritto nel registro delle eredità immateriali della Regione Siciliana come Ciclo Produttivo della Manna e tradizione dei Mannaluori 
Il costo è elevato ed è di circa 190-200 euro al chilo. La manna meno costosa (la manna drogheria che va a contatto con il tronco) costa 100 euro al chilo.

## Storia
La coltivazione del frassino da manna risale presumibilmente alla dominazione islamica (IX-XI secolo d.C.); il più antico documento che menziona la manna risale al 1080 in un diploma del vescovo di Messina.  Leandro Alberti, nella sua «Descrittione di tutta Italia» del 1577, parla della manna che veniva raccolta nella città di Thuri Sibarite. Nel 1505 Piero Del Riccio-Baldi, insigne umanista (Firenze 1465 – ivi 1507), nel suo «De honesta disciplina» dice: "Ai nostri tempi è molto stimata quella che chiamano la manna calabrese". La Sicilia divenne la maggiore produttrice nella seconda metà dell'Ottocento.
Oggigiorno la coltivazione è limitata a poche zone della Sicilia, precisamente solo al territorio di Pollina e Castelbuono, ai piedi delle Madonie, tra i 100 e 700 m di quota, generalmente in consociazione con l’ulivo, il mandorlo e il fico d’india, con una superficie coltivata stimata nel 2002 a circa 3200 ha; qui c'è l'ultima generazione di frassinicoltori che mantiene in vita il prezioso patrimonio colturale e culturale legato al mondo dell'antico mestiere dello "ntaccaluòru". Qui Il clima particolarmente mite dell’area, con elevate temperature estive e scarse escursioni termiche, favorisce l’emissione e l’indurimento della manna stessa, nel momento dell’estrazione.
In alcuni centri fino agli anni '50 la manna costituiva la base dell'economia locale per i frassinicoltori locali. Il fenomeno che ha spinto le nuove generazioni a preferire il lavoro in città, anziché l'agricoltura, ha contribuito fortemente all'abbandono della coltura della manna.
La produzione della manna offre tuttavia un buon reddito rispetto al passato (ogni chilo ha un costo superiore a 200 euro, e il prezzo è sempre in crescita).

## Condizioni pedoclimatiche
Le aree in cui il frassino da manna viene (o veniva) coltivato fanno parte dell'assai più ampio areale naturale della specie (descritto nella voce Fraxinus ornus). Si tratta di zone comprese nella fascia altimetrica fra 200 e 800 m, a clima mediterraneo-arido (non a caso il frassino è pianta xerofita - si adatta bene alla siccità), su suoli calcarei o argillosi.
Le produzioni migliori sono indicate per terreni calcari-arenacei esposti a sud-est.

## Specie utilizzate
Sono circa 70 le specie di frassini riconosciute in tutto il mondo, ma soltanto 3 sono quelle presenti nella flora italiana: Fraxinus excelsior L. - Fraxinus ornus L. - Fraxinus angustifolia Vahl., tutte potenzialmente produttrici di manna.
Nota. Per informazioni più complete sulle caratteristiche di questi frassini, si devono consultare le voci apposite.

### Frassino maggiore
Il Fraxinus excelsior, detto comunemente frassino maggiore, è un albero alto fino a 40 metri con chioma dapprima ovale e in seguito arrotondata, e con fusto diritto e slanciato. La corteccia nelle piante giovani è verde-olivastra e liscia, mentre nelle piante adulte, diviene finemente e densamente fessurata. Le foglie opposte, caduche, sono composte da 7-15 foglioline aventi la lamina di forma lanceolata ed il margine seghettato. I fiori, riuniti in infiorescenze a forma di "pannocchia", compaiono prima delle foglie e fioriscono da marzo ad aprile. Il frutto secco e alato (samara) contiene un solo seme.
Questa specie nell'Italia meridionale vive a quote elevate ed in Sicilia è presente solo sulle Madonie. Il clima non sufficientemente caldo e arido non permette di far rapprendere la manna.

### Orniello

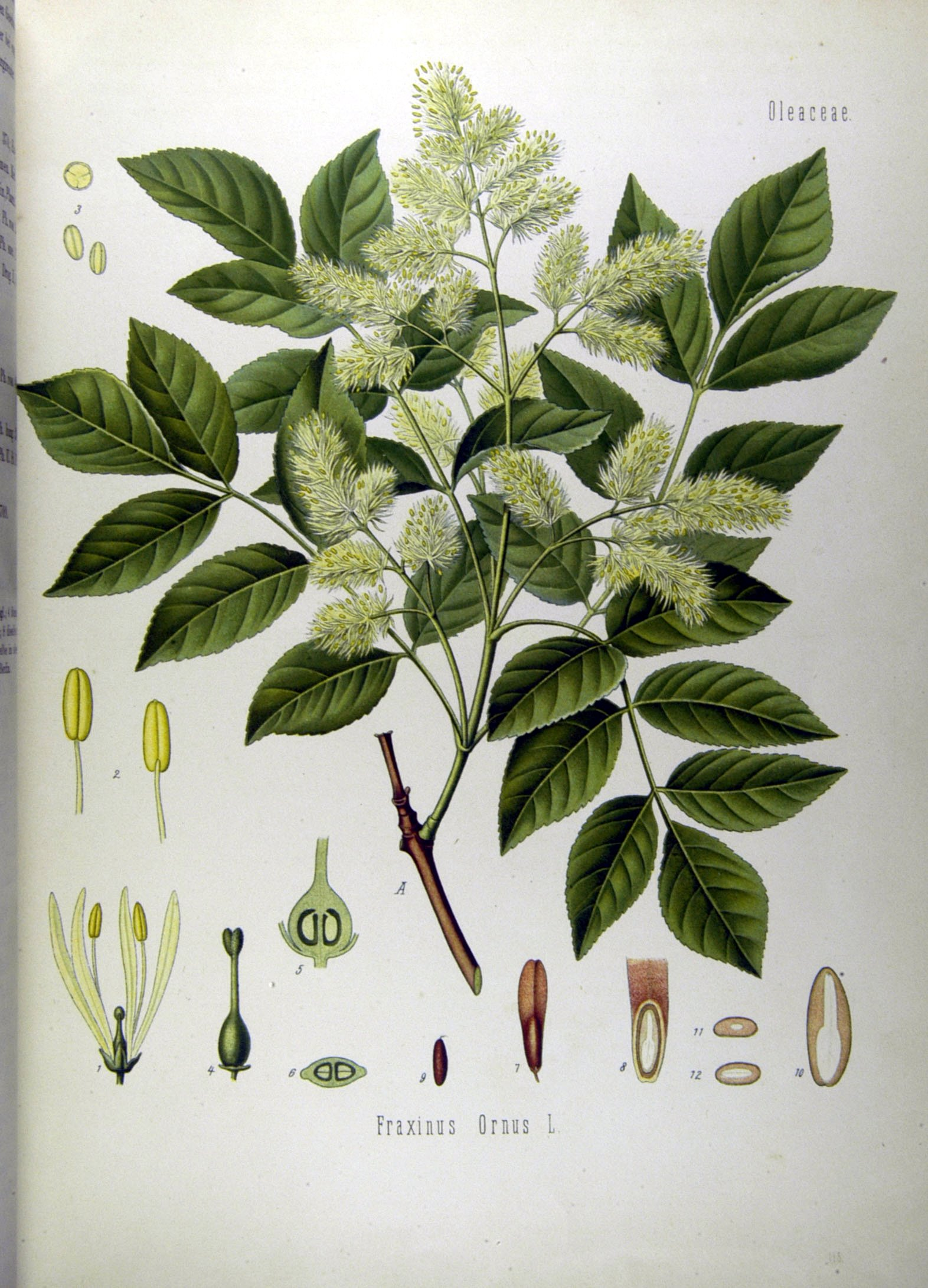
Fraxinus ornus

Il Fraxinus ornus, detto comunemente orniello o amolleo, è un albero spesso ridotto a cespuglio che può raggiungere al massimo i 10 m d'altezza. Il sistema radicale è fittonante ed arriva fino a notevole profondità; il tronco più o meno eretto ha una forma cilindrica con una corteccia grigio-verdastra e liscia anche nelle piante adulte. Le gemme sono di colore grigio cenere e si distinguono in terminali e laterali: le prime di forma ovale, allungate ed appuntite mentre le seconde più piccole ed ovato-acute.
 
Le foglie sono opposte e imparipennate composte da 7-9 foglioline lanceolate o ellittiche; i fiori di colore biancastro, profumati e riuniti in pannocchie, si sviluppano contemporaneamente alle foglie dei rami dell'anno precedente e sono ermafroditi; la fioritura avviene in aprile-maggio.
 
Il frutto è una samara bislunga lanceolata con una lunghezza di 2–3 cm.
Questa è la specie tipicamente utilizzata per la produzione della manna.

### Ossifillo
Il Fraxinus angustifolia, chiamato volgarmente ossifillo, è un albero alto che può superare i 20 m con foglie opposte, imparipennate costituite da 5-13 foglioline strette, lanceolate e dentellate. I fiori che si sviluppano prima delle foglie sono riuniti in pannocchie ascellari e fioriscono a fine inverno; il frutto è una samara di 2– 4 cm.
In Sicilia, oltre alla specie tipica, è presente la sottospecie oxycarpa che si differenzia per la pubescenza nella parte prossimale della pagina inferiore delle foglioline.
La varietà più diffusa sui territori di Castelbuono e Pollina è il "verdello", per le sue ottime caratteristiche di produttività, precocità e qualità del prodotto.

## Raccolta e classificazione
La manna è riconosciuta come Presidio Slow Food ed è per questo motivo che assieme ai frassinicoltori è stato redatto un disciplinare di produzione che ne garantisce la qualità e la provenienza.
La manna è la linfa estratta dalla corteccia opportunamente incisa.
Si riduce sempre di più il numero dei coltivatori; ormai quasi solo gli anziani sanno come coltivare e praticare le incisioni sulla corteccia del tronco del frassino con un particolare coltello chiamato mannaruolo.
Dalle piccole incisioni trasversali create con gesti precisi, sgorga lentamente un succo inizialmente di colore ceruleo e di sapore amaro (lagrima), che a contatto con l'aria rapidamente si schiarisce e assume un sapore dolce. Condensandosi, forma cannoli e stalattiti di colore bianco e profumati.
L'operazione di raccolta si pratica ogni settimana con l'archetto, la paletta e la scatola (particolari arnesi per la raccolta della manna)
La manna è classificata in base alla modalità di raccolta:
- Manna cannolo: è la più pregiata, simile ad una stalattite; si forma dal gocciolamento della linfa lungo la corteccia dell'albero e si raccoglie con l'archetto.
- Manna rottame: è costituita dalla linfa che scorre lungo la corteccia; si stacca con la rasula e si raccoglie nella scatola.
- Manna in sorte: è formata dalla linfa che si accumula nei cladodi di ficodindia appositamente predisposti alla base del tronco.

La categoria più pregiata è la manna cannolo, in quanto povera di impurità. Negli anni ottanta il pollinese Giuseppe Onofrio Giambelluca ha messo a punto un nuovo sistema di raccolta, al fine di aumentarne la qualità e quantità. Questo sistema prevede l'uso di fili di nylon legati ad una piccola lamina d'acciaio posta subito sotto l'incisione; la linfa scorre lungo i fili e solidifica formando cannoli di lunghezza considerevole, che si possono raccogliere ogni due giorni, contrariamente al metodo tradizionale che prevedeva la raccolta settimanale. Il metodo è stato condiviso con gli altri produttori ed oggi rappresenta lo "stato dell'arte" nella produzione della manna.
La produzione viene messa ad asciugare (stinnitura) per le prime 24-36 ore all'ombra, per togliere e ripulire i cannoli e le stalattiti dalle impurità; successivamente in pieno sole sugli stenditoi o stinnituri per circa una settimana, fino a quando il prodotto raggiunge il giusto tenore d'umidità (circa il 9%). Infine, selezionata con cura, viene riposta in appositi contenitori in legno e conservata in ambiente asciutto.

### L'arte di incidere
Di solito la prima incisione ricade nella seconda-terza decade di luglio. In questo periodo si pratica la scalzatura (o squasatura) che consiste nell'asportare la terra attorno al tronco fino a mettere a nudo la parte superiore delle radici più grosse; così facendo si agevola la pianta ad entrare in una condizione di stress idrico indispensabile ai fini della produzione.
Per individuare il momento idoneo per la prima incisione, il frassinicoltore fa un esame per verificare la maturità della pianta controllando che il terreno sia completamente asciutto e si stacchi dalle radici, che le foglie virino dal verde intenso ad un verde tendente al giallo; inoltre per verificare l'effettivo stato di stress dell'albero si saggia con mano il grado d'appassimento del fogliame.
Quando la pianta è pronta, si pratica la prima incisione con il mannaruolu; l'incisione avviene trasversalmente alla base del tronco a partire da 5–10 cm dal suolo. Le incisioni (ntacche) vengono effettuate ogni mattina a distanza di circa 2-3 centimetri dal solco precedente. La prima incisione incomincia nella seconda metà di luglio e si termina alla fine di settembre, se le condizioni meteorologiche lo permettono.

## Composizione
La composizione chimica della manna è molto complessa e dipende da diversi fattori tra cui: qualità, zona di provenienza, l'età del frassino e la sua esposizione, l'andamento stagionale e molti altri fattori.
La manna in media contiene il 40-60% di mannitolo o mannite (C6H14O6), 8-10% d'umidità, 3-5% glucosio e fruttosio, 12-16% manninotriosio, 6-12% manninotetrosio, 1-3% elementi minerali, 0,5%-0,1% resina e altre sostanze in quantità minori (vitamine, enzimi, mucillagini, pectine, tannini).

## Uso

### Usi officinali e medicinali
La manna è in primo luogo un lassativo leggero esente da controindicazioni, particolarmente adatto alla primissima infanzia, alle persone molto anziane debilitate e convalescenti (viene somministrata generalmente nel latte, o come decotto di manna, che è un blando purgante). È anche un cosmetico naturale, e ha una benefica azione sull'apparato respiratorio, infatti si comporta da fluidificante, emolliente e sedativo della tosse; è inoltre un dolcificante naturale a basso contenuto di glucosio e fruttosio, utilizzabile come dolcificante per diabetici.
La manna possiede numerose virtù terapeutiche ed è innocua e priva di azioni secondarie rilevanti, cosa che tra l'altro la rende particolarmente raccomandabile in pediatria: è indicata nei casi d'indigestione e ipertensione, ha proprietà bechiche e anticatarrali, è sedativo della tosse e calmante nelle bronchiti; pezzetti di manna sciolti in bocca lentamente hanno proprietà espettoranti. Infine, può essere usata come collirio nelle congestioni oculari.
Secondo alcuni aiuta l'autoimmunità, migliora la cicatrizzazione di alcune ferite e disintossica il fegato.

### Altri usi
Ricette a uso farmacologico:
- Lassativo: manna 40 g, acqua calda 100 g. Si agita, si scioglie, si filtra e poi si aggiungono 30 g di miele d'acacia.
- Purgante: manna 60 g, latte caldo 150 g. Si agita, si scioglie e si filtra.
- Contro il catarro bronchiale (marmellata di Zanetti): manna 60 g, sciroppo di altea 4-5 g, cassia cotta 30 g, olio di mandorle dolci 30 g, burro di cacao 23 g, acqua di fiori d'arancio 15 g.